# Youssef Safri
Youssef Safri (3 de janeiro de 1977) é um treinador e ex-futebolista profissional marroquino que atuava como meia. Atualmente treina o Qatar SC.

## Carreira
Youssef Safri representou a Seleção Marroquina de Futebol nas Olimpíadas de 2000.